# Ананьївська центральна районна лікарня
Ананьївська центральна районна лікарня — провідна установа охорони здоров'я Ананьївської міської громади у Подільському районі Одеської області. Розташована в місті Ананьїв.
Лікарня розрахована на 130 ліжок. Медичний персонал — 49 лікарів. Відділення: поліклінічне, хірургічне, терапевтичне, пологове, дитяче, швидка допомога.
Заснована 1879 року як повітова земська лікарня Ананьївського повіту. Цегельна будівля зведена за проектом архітектора Корфа, про що на фасаді засвідчує меморіальна табличка. З 28 листопада 2018 року головним лікарем Койчев Анатолій Степанович.